# Județul Arad (interbelic)
Județul Arad a fost o unitate administrativă de ordinul întâi din Regatul României, aflată în regiunea istorică Crișana. Reședința județului era municipiul Arad.

## Întindere

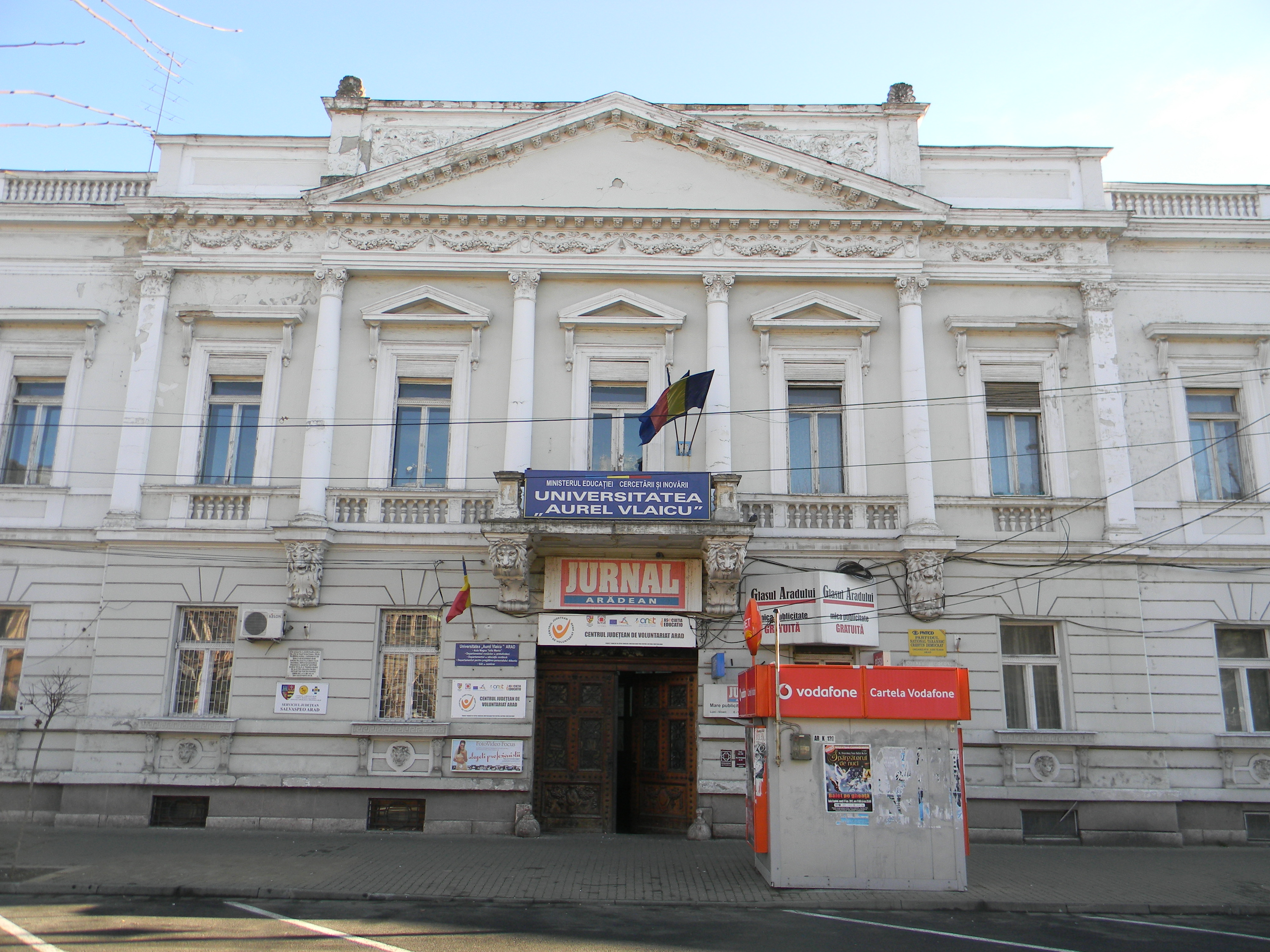
Clădirea Prefecturii județului Arad din perioada interbelică. Clădirea-monument istoric, construită în secolul al XIX-lea și situată pe Bulevardul Revoluției nr. 79-81, găzduiește în prezent Direcția Generală a Finanțelor Publice Arad, rectoratul Universității „Aurel Vlaicu” din Arad și redacția publicațiilor „Adevărul” și „Observator”.

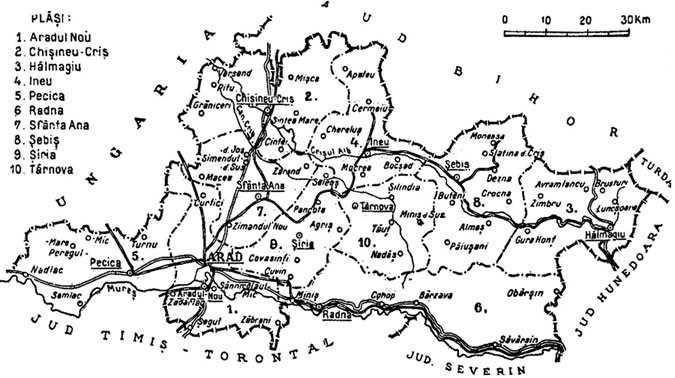
Harta județului, cu dispunerea și denumirea plășilor, în anul 1938.

Județul se afla în partea vestică a României Mari, în sudul regiunii Crișana. În prezent teritoriul lui cuprinde mare parte din actualul județ Arad. Se învecina la vest cu Ungaria, la nord cu județul Bihor, la est cu județele Turda și Hunedoara, iar la sud cu județele Timiș-Torontal și Severin. Județul a fost desființat odată cu reforma administrativă din 6 septembrie 1950.

## Organizare
În anul 1930 teritoriul județului era împărțit în nouă plăși. Ulterior a fost creată încă o plasă, numărul plășilor crescând la zece:
1. Plasa Aradul-Nou (cuprindea 22 de sate),
2. Plasa Chișineu-Criș (cuprindea 19 sate),
3. Plasa Hălmagiu (cuprindea 45 de sate),
4. Plasa Ineu (cuprindea 15 sate),
5. Plasa Pecica (cuprindea 12 sate),
6. Plasa Sfânta Ana (cuprindea 13 sate),
7. Plasa Sebiș (cuprindea 37 de sate),
8. Plasa Șiria (cuprindea 11 sate),
9. Plasa Radna (cuprindea 36 de sate) și
10. Plasa Târnova (cuprindea 16 sate, creată ulterior, prin desprinderea din plasa Ineu).

Pe teritoriul județului se aflau 226 de sate și o singură localitate urbană, municipiul Arad, care era și reședința județului.
În anul 1947, organizarea județului cuprindea un număr maxim de plăși, treisprezece, după cum urmează:
1. Plasa Aradul-Nou,
2. Plasa Chișineu-Criș,
3. Plasa Curtici,
4. Plasa Gurahonț,
5. Plasa Hălmagiu,
6. Plasa Ineu,
7. Plasa Pecica,
8. Plasa Radna,
9. Plasa Săvârșin,
10. Plasa Sebiș,
11. Plasa Sfânta Ana,
12. Plasa Șiria și
13. Plasa Târnova.

## Populație
Conform datelor recensământului din 1930 populația județului era de 423.469 de locuitori, dintre care 61,0% români, 19,5% maghiari, 12,3% germani, 2,8% slovaci, 2,1% evrei ș.a. Din punct de vedere confesional 55,8% s-au declarat ortodocși, 26,5% romano-catolici, 5,5% reformați, 4,2% greco-catolici, 3,2% lutherani, 2,4% mozaici, 2,1% baptiști ș.a.

### Mediul urban
În 1930 populația urbană a județului era de 77.181 locuitori, dintre care 39,3% români, 38,8% maghiari, 9,1% evrei, 7,1% germani, 1,7% sârbi și croați, 1,4% slovaci ș.a. În mediul urban domina ca limbă maternă maghiara (53,3%), urmată de română (37,0%), germană (6,0%), sârbocroată (1,4%), idiș (0,9%) ș.a. Din punct de vedere confesional orășenimea era alcătuită în majoritate relativă din romano-catolici (38,5%), urmați de ortodocși (33,8%), mozaici (10,1%), reformați (9,9%), greco-catolici (4,0%), lutherani (2,6%) ș.a.

## Materiale documentare

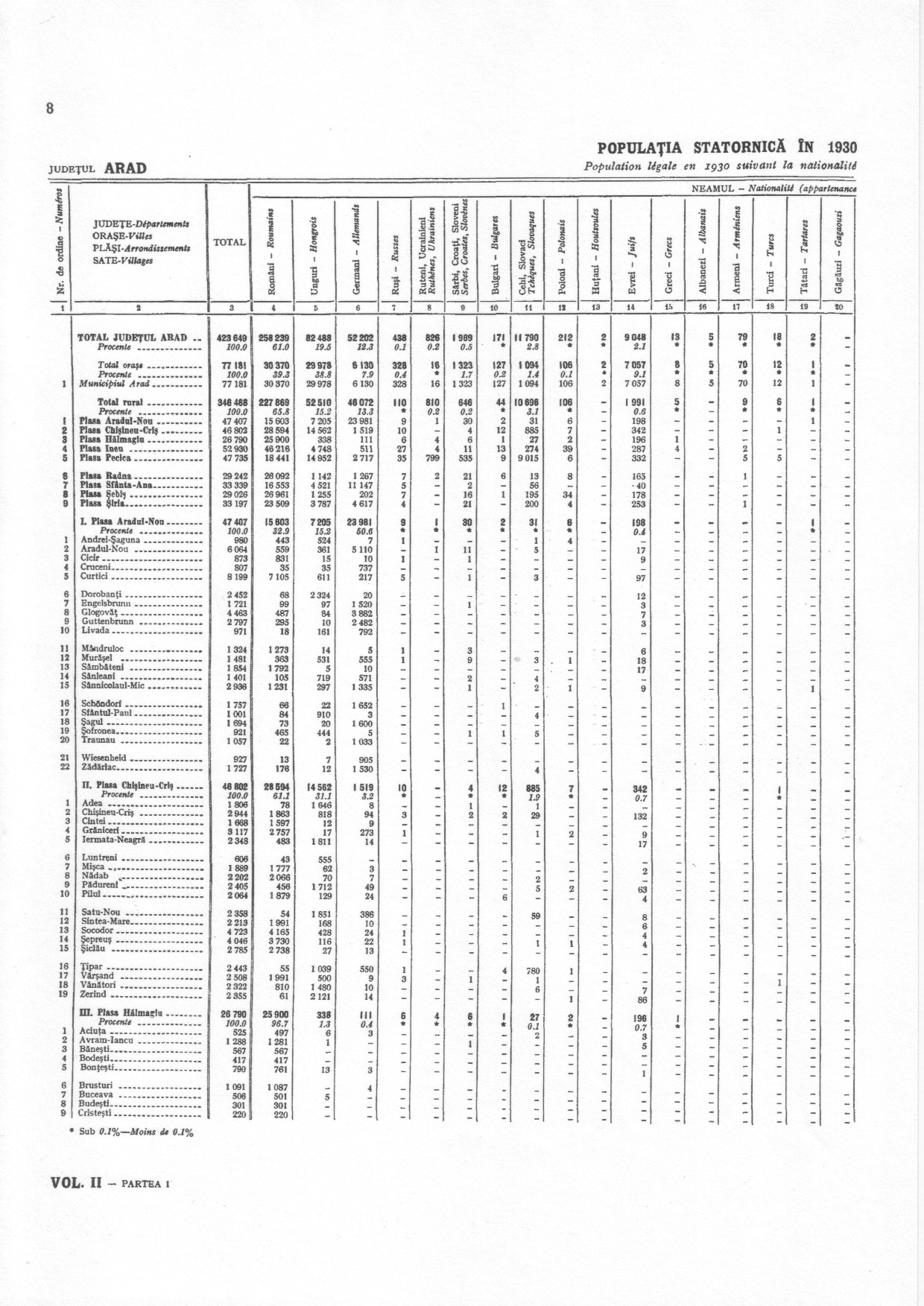
Populația județului în anul 1930, după etnie și limbă maternă
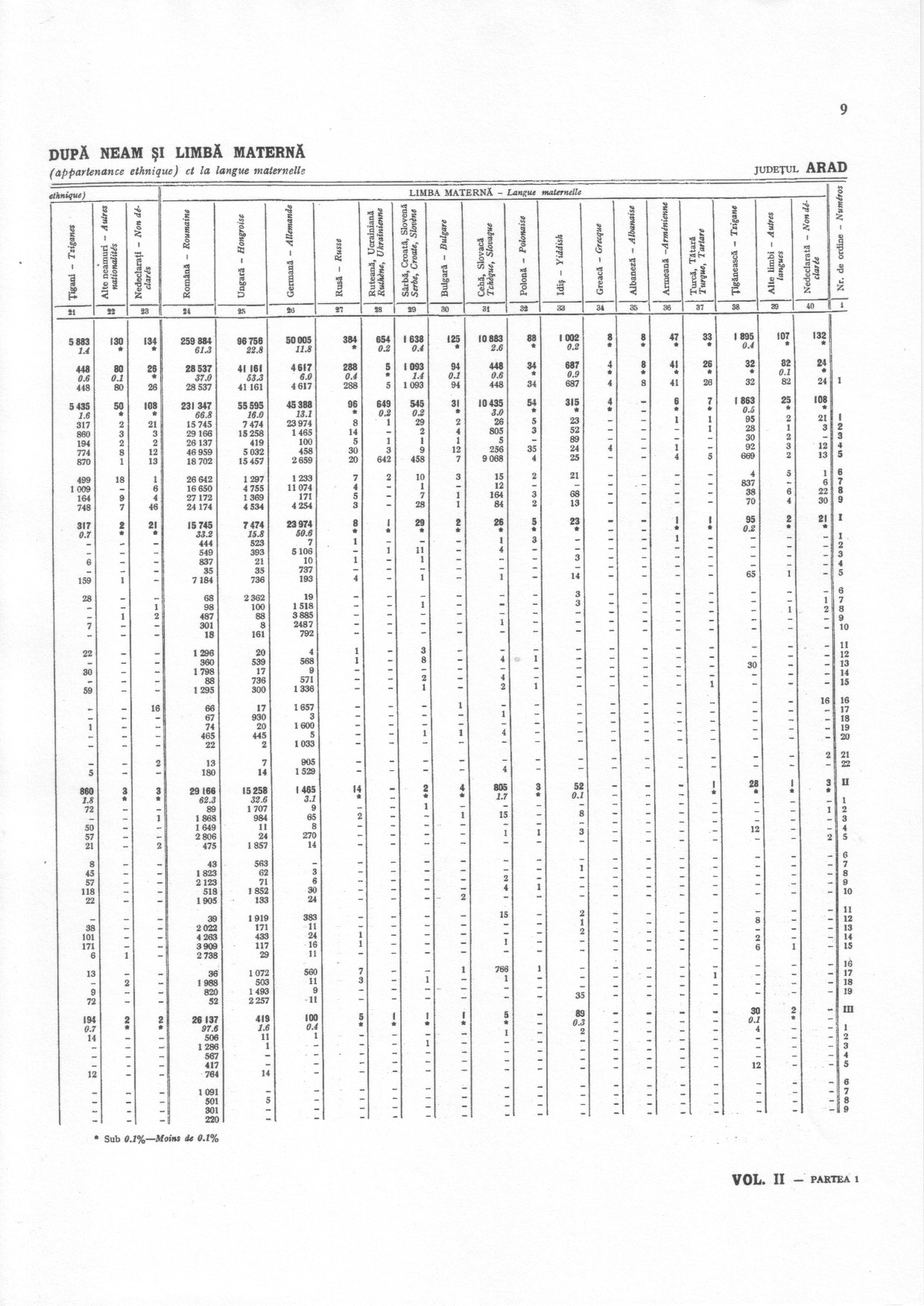
Populația județului în anul 1930, după etnie și limbă maternă
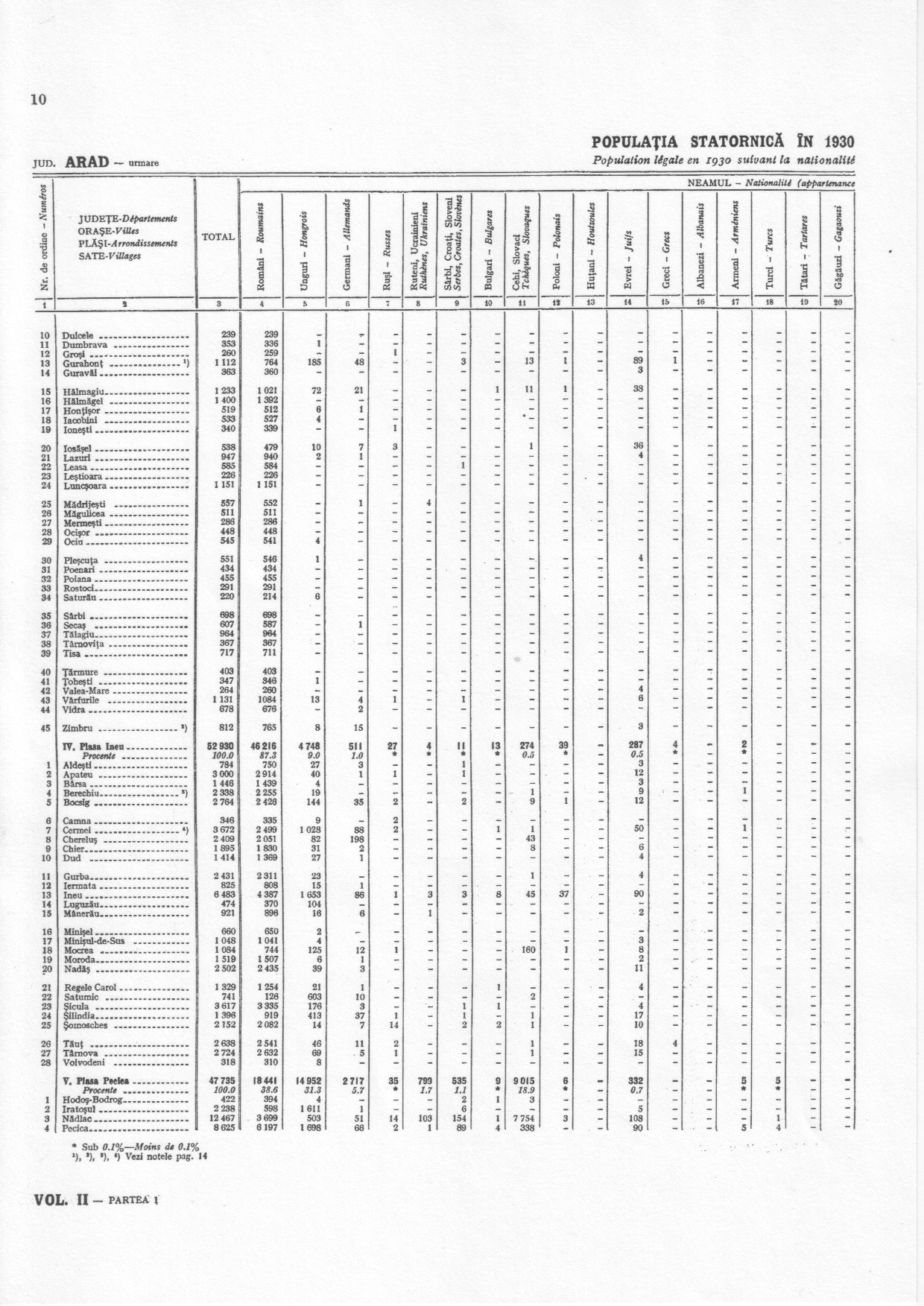
Populația județului în anul 1930, după etnie și limbă maternă
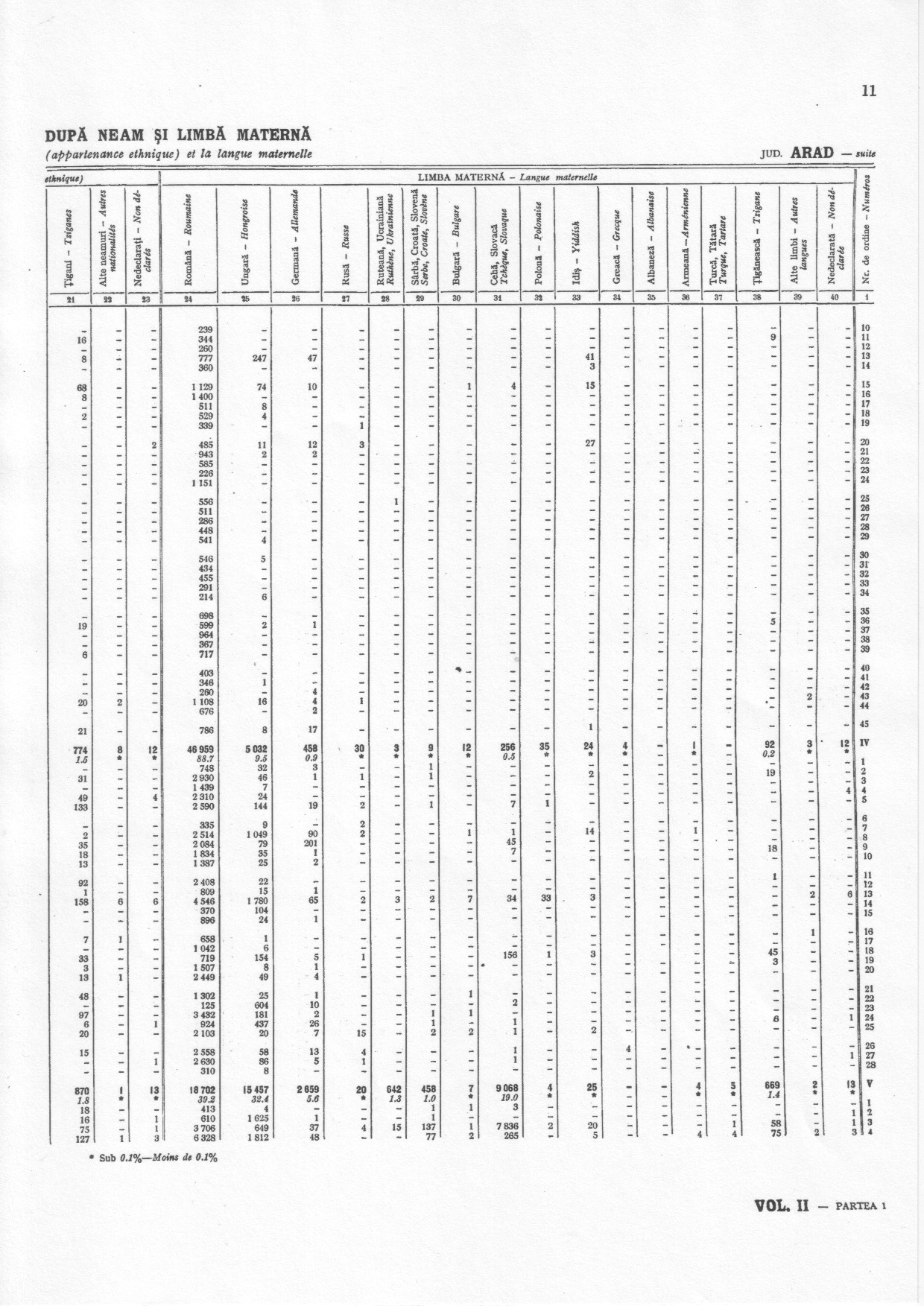
Populația județului în anul 1930, după etnie și limbă maternă
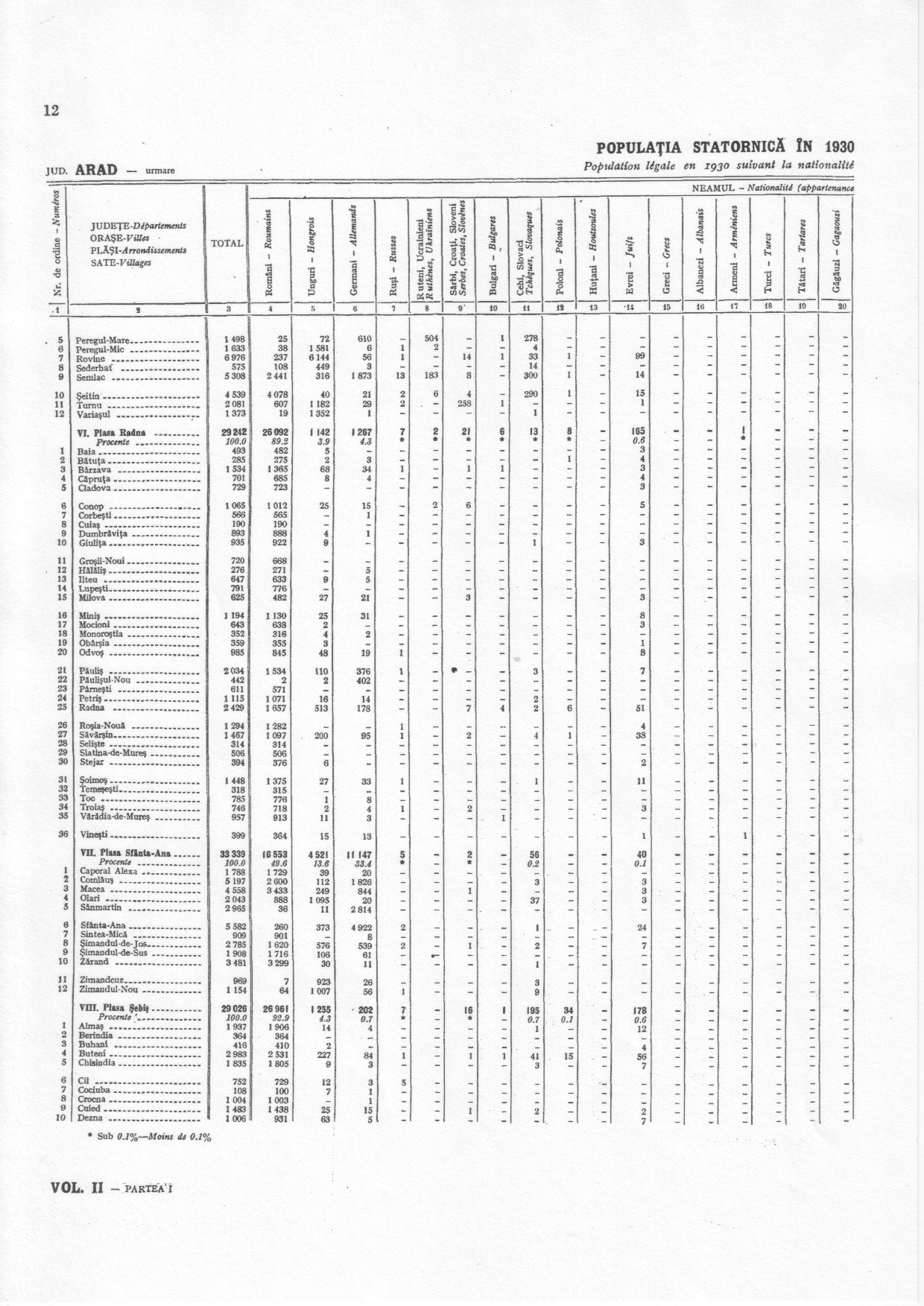
Populația județului în anul 1930, după etnie și limbă maternă
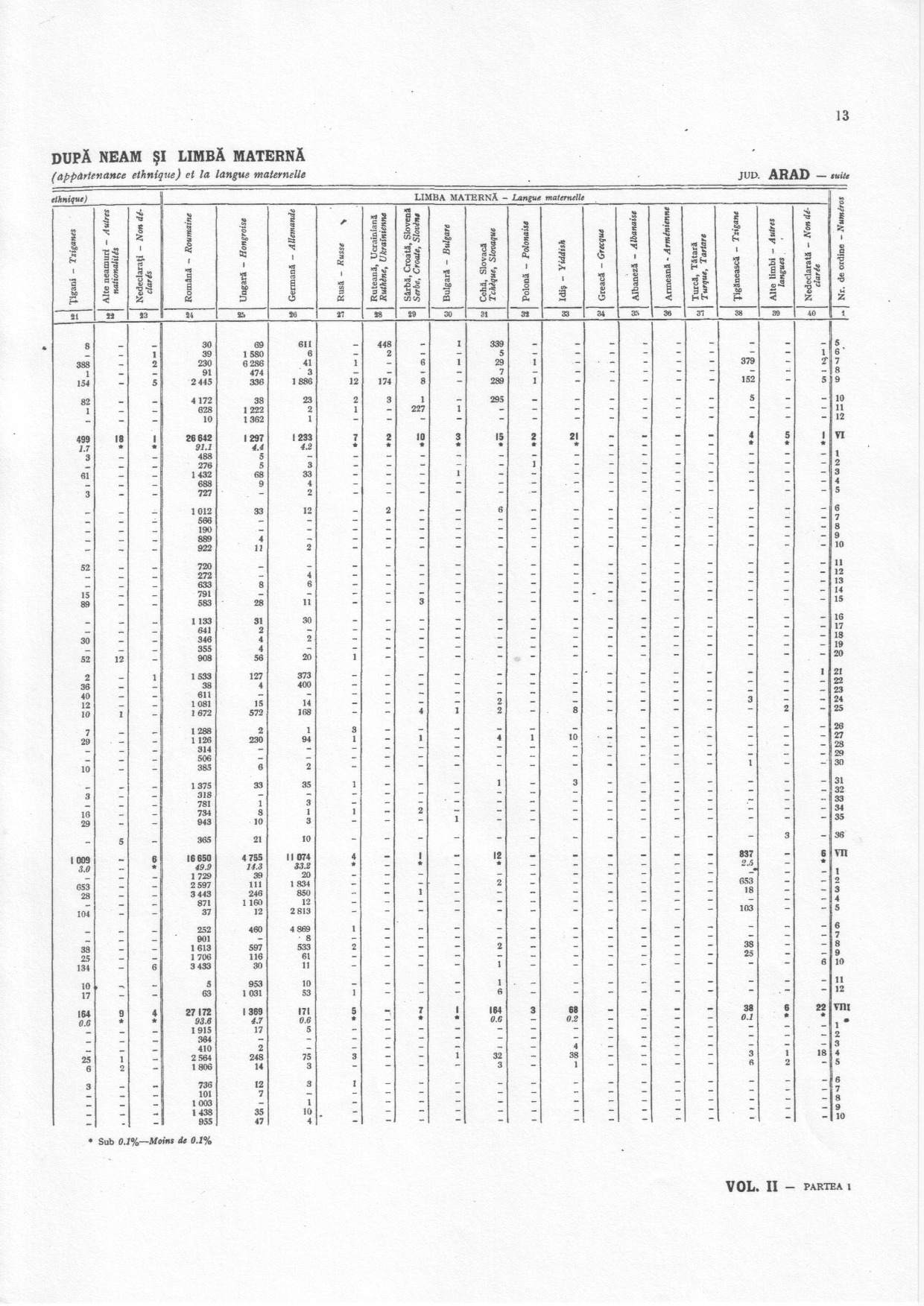
Populația județului în anul 1930, după etnie și limbă maternă
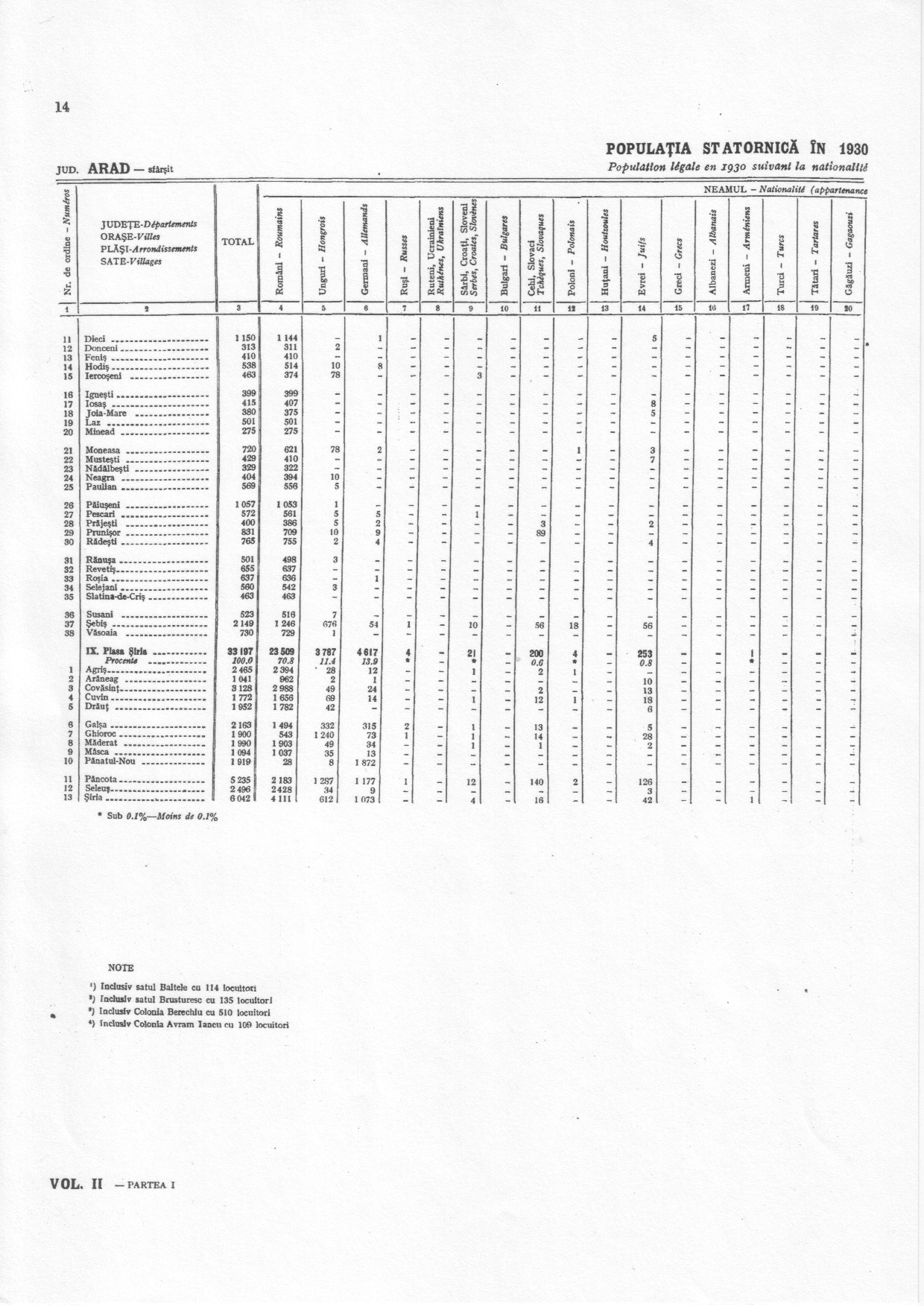
Populația județului în anul 1930, după etnie și limbă maternă
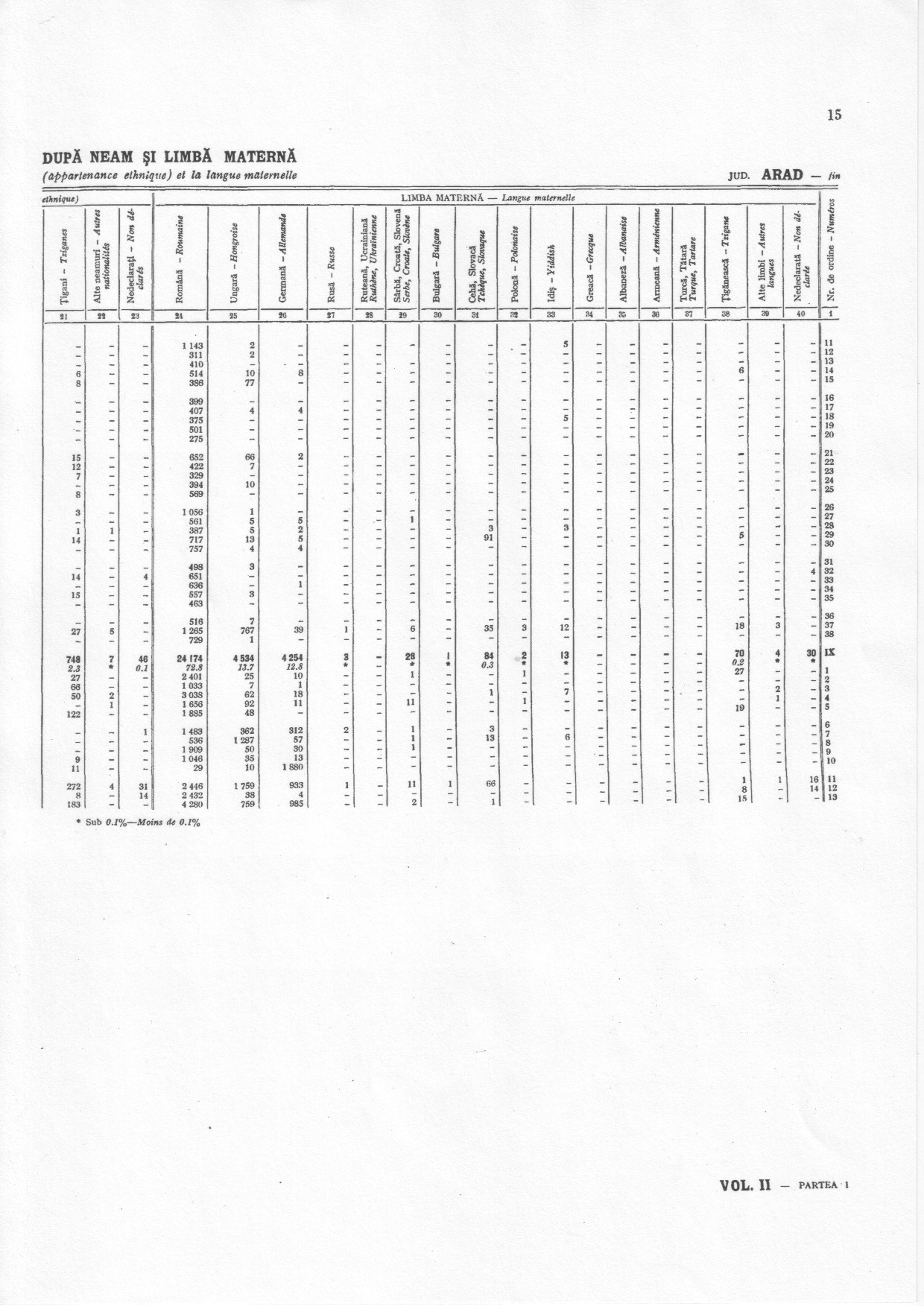
Populația județului în anul 1930, după etnie și limbă maternă
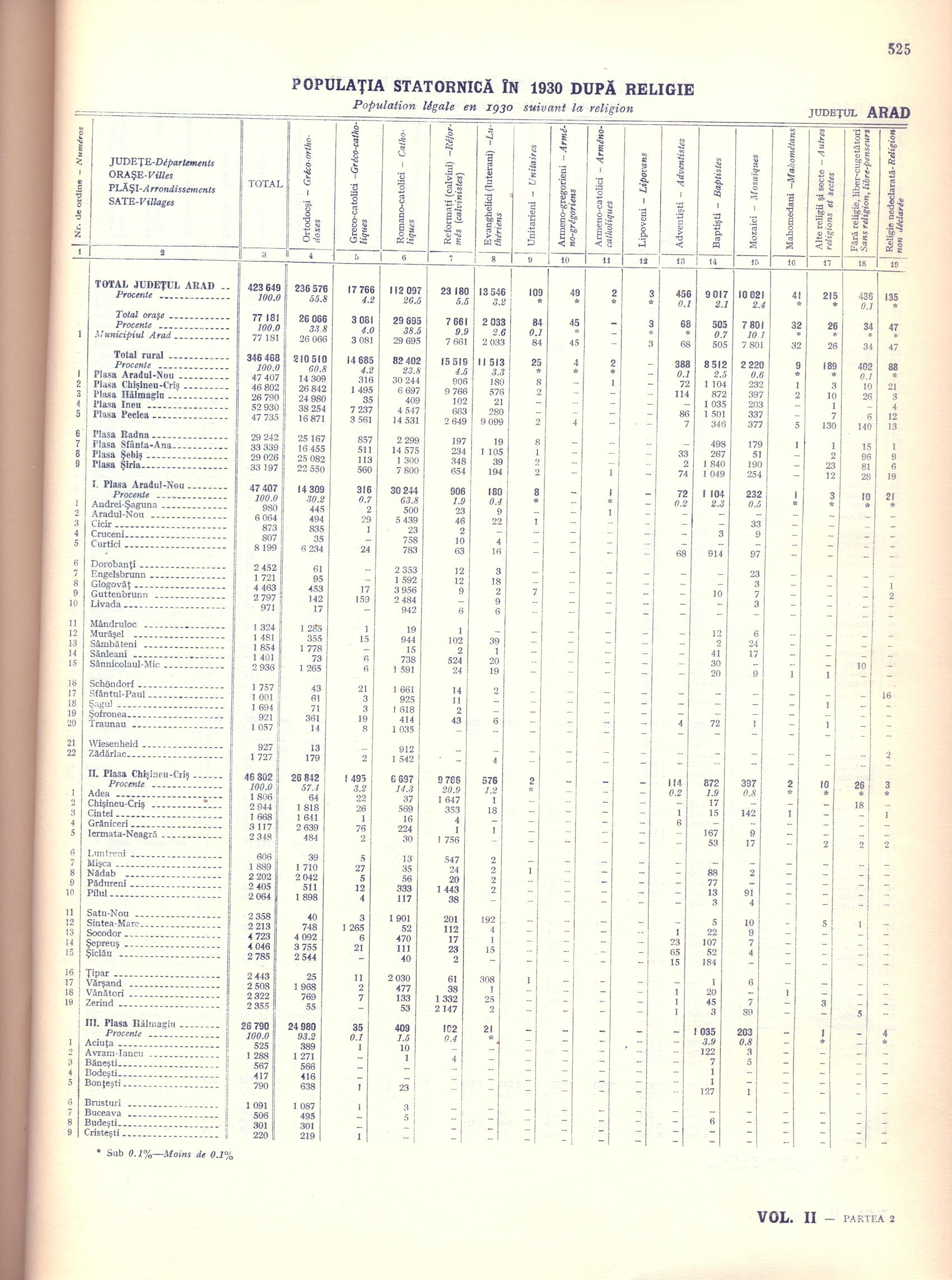
Populația județului în anul 1930, după religie
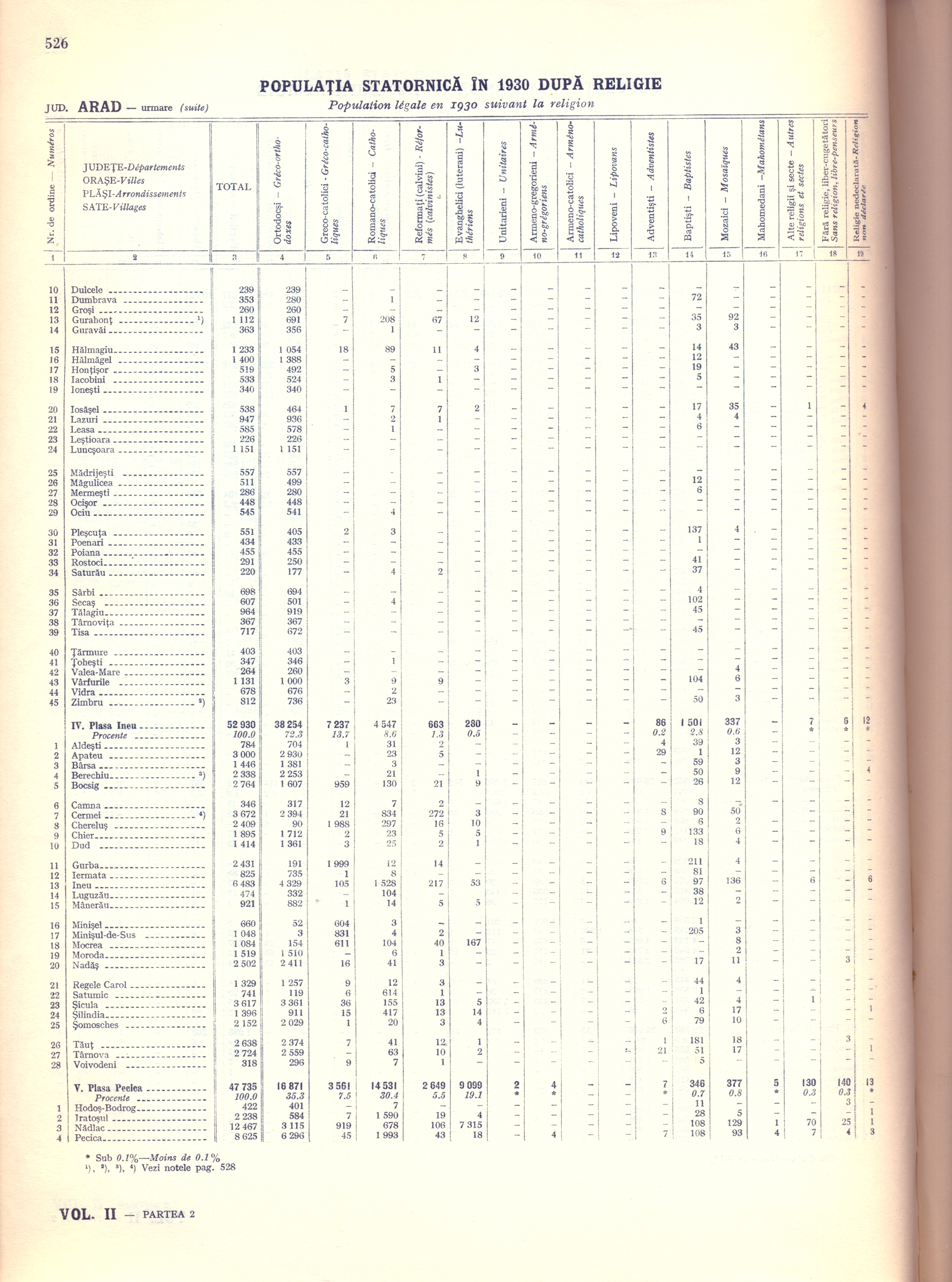
Populația județului în anul 1930, după religie
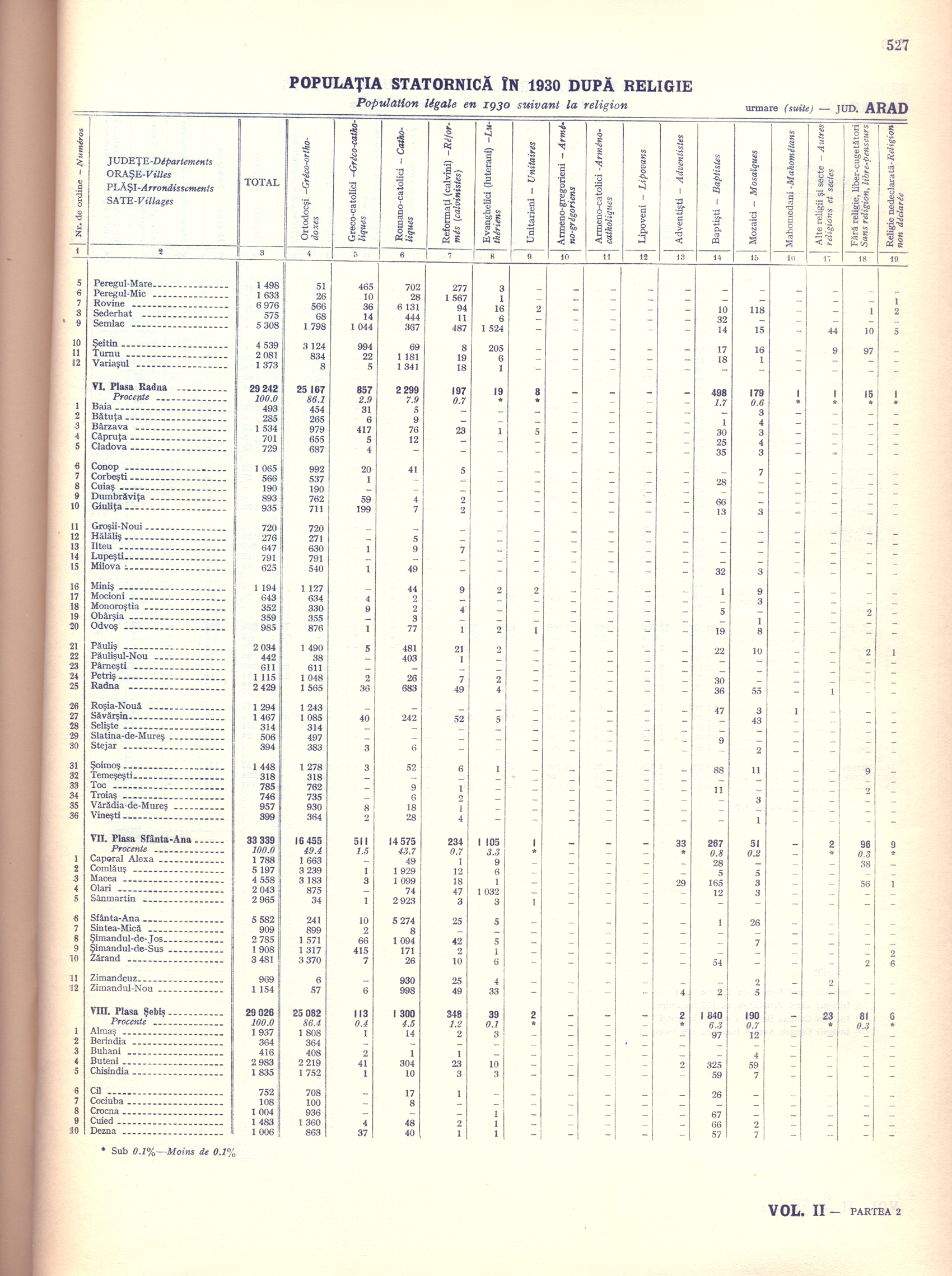
Populația județului în anul 1930, după religie
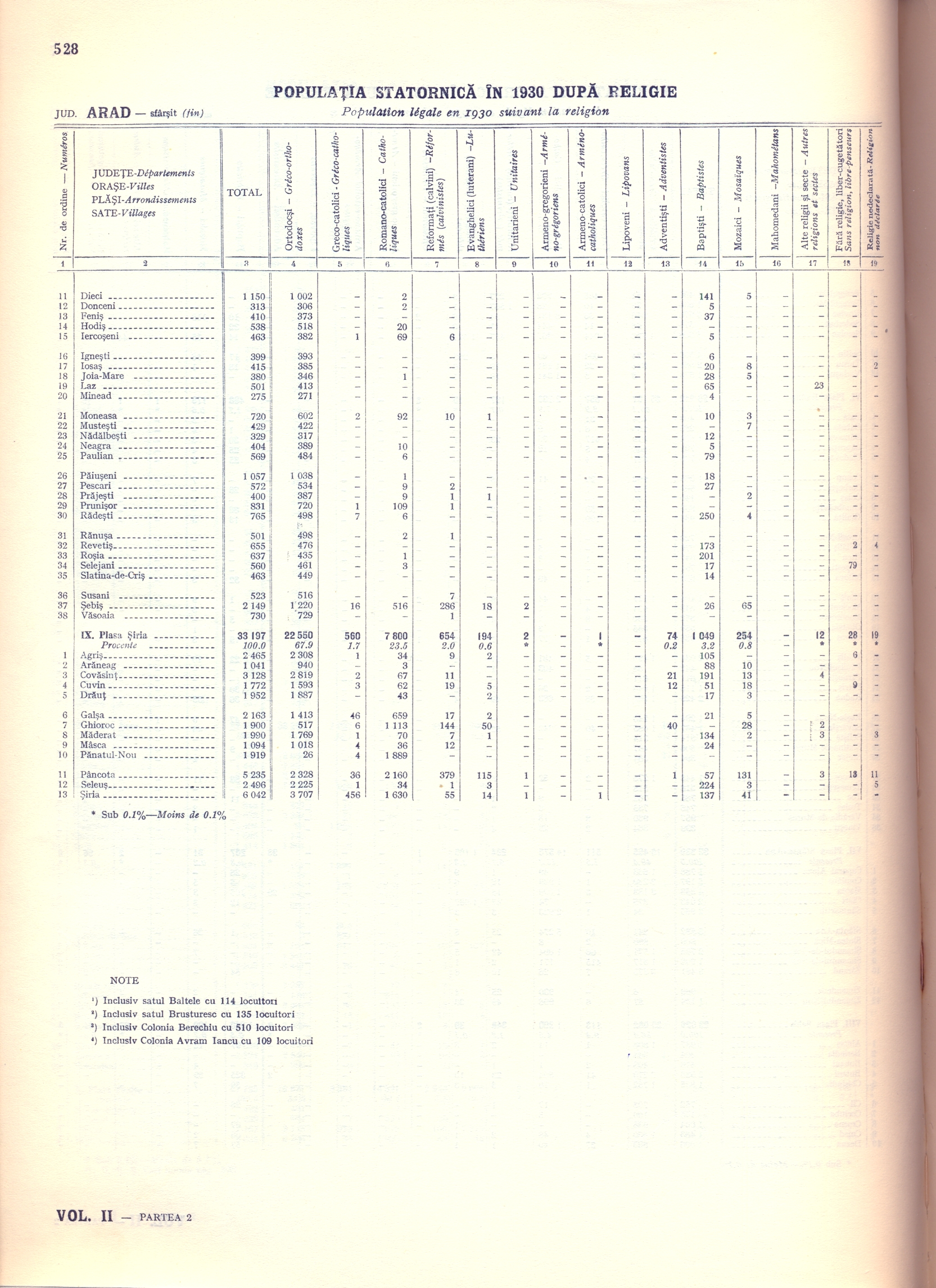
Populația județului în anul 1930, după religie